# 이사벨 헬로브센
이사벨 렌 헬로브센(노르웨이어: Isabell Lehn Herlovsen, 1988년 6월 23일 ~ )은 노르웨이의 여자 축구 선수이다. 포지션은 공격수이며, 현재 노르웨이 톱세리엔의 콜보튼에서 활동하고 있다.

## 클럽 경력
2000년부터 2004년까지 콜보튼 청소년 클럽 소속으로 활약했고 2004년에 콜보튼에 정식으로 입단했다. 2005 시즌, 2006 시즌에서는 팀의 톱세리엔 우승, 2007 시즌에서는 팀의 노르웨이 여자컵 우승을 이끌었다. 2009년부터 2010년까지 프랑스 디비지옹 1 페미닌 소속 클럽인 올랭피크 리옹 소속으로 활약했고 2009-10 시즌에서는 팀의 디비지옹 1 페미닌 우승, UEFA 여자 챔피언스리그 준우승을 이끌었다.
2011년부터 2017년까지 LSK 크빈네르 FK 소속으로 활약하면서 팀의 톱세리엔 2회 우승(2012 시즌, 2014 시즌), 노르웨이 여자컵 1회 우승(2014 시즌)을 이끌었다. 2017년에는 중국 여자 슈퍼리그 소속 클럽인 장쑤 수닝 소속으로 활동했고 2018년에 볼레렝아 포트발 다메르로 이적하면서 톱세리엔 무대에 복귀했다. 2019년에는 콜보튼으로 이적했다.

## 국가대표 경력
17세 시절이던 2005년에 노르웨이 여자 축구 국가대표팀 선수로 발탁되었으며 UEFA 여자 유로 2005, 2007년 FIFA 여자 월드컵, 2008년 베이징 하계 올림픽, UEFA 여자 유로 2009, 2011년 FIFA 여자 월드컵, 2015년 FIFA 여자 월드컵, 2019년 FIFA 여자 월드컵에 참가했다.

## 사생활
이사벨 헬로브센은 노르웨이 축구 국가대표팀 선수로 활약했던 카이 에리크 헬로브센의 딸로서 카이 에리크 헬로브센이 독일의 보루시아 묀헨글라트바흐 소속으로 활약하던 시절에 태어났다. 2011년 7월에는 자신이 레즈비언임을 공개적으로 표명했다.

## 수상

### 클럽
콜보튼
- 톱세리엔 2회 우승 (2005, 2006)
- 노르웨이 여자컵 1회 우승 (2007)

올랭피크 리옹
- 디비지옹 1 페미닌 1회 우승 (2009-10)
- UEFA 여자 챔피언스리그 1회 준우승 (2009-10)

장쑤 쑤닝
- 중국 여자 FA컵 1회 우승 (2017)

### 개인
- 2012 톱세리엔 시즌 득점왕 (25골)